# Josep Mestres i Cabanes

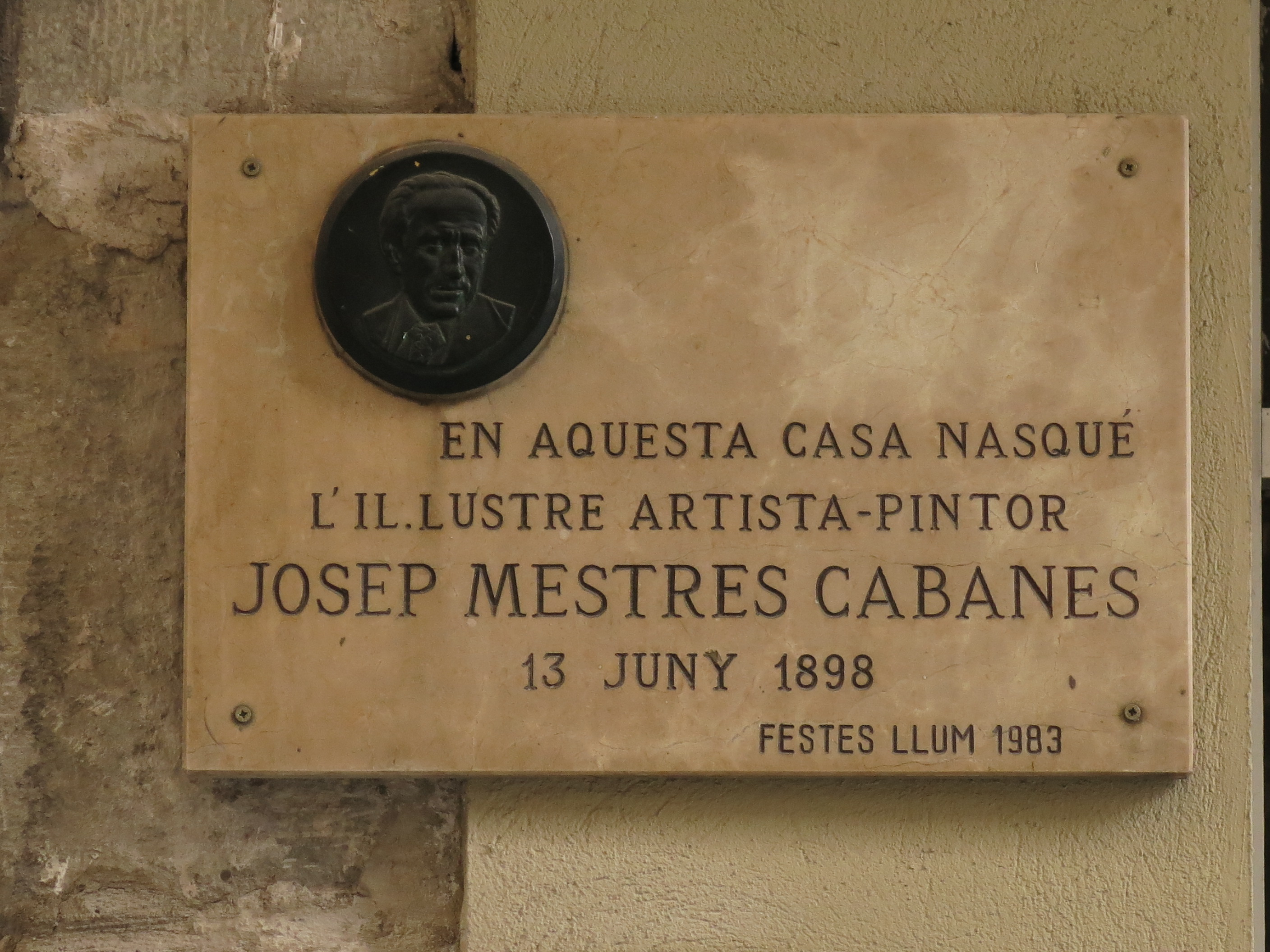
Placa situada a la casa natal, al carrer Sobrereoca de Manresa.

Josep Mestres i Cabanes (Manresa, Bages, 13 de juny de 1898 - Barcelona, 17 de setembre de 1990) fou un pintor i escenògraf català. Catedràtic de Perspectiva a l'Escola Superior Sant Jordi a Barcelona. Començà els seus estudis a l'Escola d'Arts i Oficis de Manresa. Va treballar com a escenògraf al taller del Gran Teatre del Liceu (1941-1956), on es convertí en l'últim gran escenògraf clàssic, tot i que la seva vida dilatada i intensa li va permetre treballar en altres terrenys.
El seu besoncle matern, Andreu Molleví, era decorador mural, i l'oncle matern, Ignasi Cabanes, treballava a Barcelona, al taller escenogràfic de Maurici Vilomara.

## Biografia
Va néixer en una família humil de Manresa, vinculada a les arts decoratives. De ben petit ja mostrava tenir habilitat en el dibuix. Va cursar estudis artístics, que va prosseguir després a Barcelona, on va aconseguir entrar al taller del gran escenògraf i decorador Salvador Alarma. Va aprendre amb rapidesa i excel·lència, i es va familiaritzar amb l'estil Liceu, en restaurar l'antic i col·laborar en el nou. També va construir carrosses per desfilades, i va decorar salons de ball i botigues. En els anys vint, va ajudar a Alarma en l'encàrrec d'ornar el sostre del teatre Cervantes de Buenos Aires, i va complir amb nota. Cap al 1925, assessorat pel seu mestre, es va endinsar al complex món de l'escenografia wagneriana. El 1929 va executar una sèrie de diorames per les exposicions de Barcelona i Sevilla, especialitat en la qual no tenia rival i per la que sempre treballà. Va pintar nombrosos telons per al teatre, i la primera escenografia que va crear ell sol va ser per encàrrec del teatre Tívoli de Barcelona.
L'any 1939 es convertí en col·laborador i soci d'Alarma, creant la firma Alarma i Mestres. Dos anys més tard, coincidint amb la mort d'Alarma, el Liceu li va oferir el seu taller, que havia ocupat el destacat Maurici Vilomara, amb la llibertat de poder utilitzar-lo també per encàrrecs privats, com els publicitaris i cartells. El 1945, en enfonsar-se part del saló de descans, restaurà els murals de Josep Mirabent.
És durant aquest període quan inicia el seu projecte escenogràfic per a Aida i quan té lloc un dels seus màxims descobriments en l'àmbit de la perspectiva, «l'angle mestre», i comença a explotar la seva faceta pictòrica a través de diverses exposicions. Això no obstant, les dues primeres escenografies que estrenarà al Gran Teatre del Liceu seran Lohengrin i Parsifal. Després d'aquestes vindran les de l'òpera Canigó i les de Tristany i Isolda. Després d'aquests èxits, aconsegueix la càtedra de l'Escola de Belles Arts de Sant Jordi i se li concedeix la Medalla d'Argent al Mèrit del Teatre.
L'any 1977 s'inaugura la sala Mestres Cabanes al Museu Comarcal de Manresa i se li atorga el Premi Nacional de Teatre, en la secció Escenografia. També farà projectes escenogràfics per a obres de Joan Brossa, al Teatre Romea.
Un any abans de la seva mort, l'any 1989, l'Ajuntament de Manresa li concedeix la Medalla d'Or de la Ciutat, i deu anys després de la seva mort s'inaugura la Fundació Mestres Cabanes com a seu estable i centre d'exposició i documentació de la seva obra. L'entitat està presidida per la seva filla Isabel.

## Obra
Va pintar les catedrals de Lleó, Toledo, Burgos, Santiago de Compostela i Barcelona, a més de la Seu de Manresa i les de Sant Marc de Venècia, San Isidoro de Lleó i San Nicolàs de Bari. Altres esglésies i ermites que havia pintat són: el claustre del Monestir de Sant Cugat, el Vinyet de Sitges, monestir de Ripoll, el monestir de Poblet, Sant Pau del Camp a Barcelona, monestir de Montserrat, la Cartoixa de Miraflores i el Reial monestir de Las Huelgas, a Burgos. També pintà paisatges d'Olot, Pedraforca, Sant Quirze de Safaja, Llafranc, Begur, Aiguablava, El Golfet, Sitges, Morella, Manresa, Salelles, Frías, Sant Benet de Bages, Ripoll, Rupit, Picos de Europa, Moià, Banyoles, Covadonga i Santa Maria de l'Estany.
Part de la seva obra es troba a Mèxic, Nova York, Buenos Aires i el Canadà, a museus de Barcelona i Manresa. Feu nombrosos decorats per òperes famoses al Liceu de Barcelona. Medalles de plata de la Diputació de Barcelona i de la ciutat de Manresa.
La seva nombrosa obra consta d'olis, aquarel·les, pintures murals, dissenys gràfics, retaules, diorames, carrosses, ornamentacions, esbossos d'escenes i textos sobre escenografia.

### Olis
Algunes de les pintures a l'oli més destacades:
- Catedral de Burgos, 1941 - col·lecció Particular, Barcelona
- Vista de Barcelona des del terrat del Liceu, 1944 - col·lecció Particular, Barcelona
- Església del monestir de Montserrat, 1947 - col·lecció Particular, Manresa
- Claustre del Monestir de Sant Cugat, 1948 - col·lecció Particular
- Catedral de Lleó, 1948 - col·lecció Particular, Manresa
- Catedral de Burgos, 1950 - col·lecció Particular, Manresa
- Interior del Liceu amb representació d'Aïda, 1951 - col·lecció Particular, Sabadell
- Monestir de las Huelgas Reales, Burgos 1953, - col·lecció Particular, Manresa
- Sant Marc de Venècia (interior), 1957 - col·lecció Particular, Barcelona
- Carnaval, 1958 - col·lecció Particular, El Masnou
- Interior de la catedral de Burgos des del cimbori, 1969 Museu Comarcal de Manresa.
- Interior del Palau de la Música,1971 - col·lecció Particular, Barcelona
- Catedral de Santiago de Compostel·la, 1978 - col·lecció Particular, Barcelona

### Retaules
- El retaule Sant Antoni Maria Claret (Seu de Manresa)
- Retaule Sagrada Família (Saló del Consell de la Caixa d'Estalvis de Manresa)

### Pintures murals
- Decoració del sostre del Teatro Cervantes de Buenos Aires.
- Sostres del Saló dels miralls del Liceu.
- Pintures murals de la Casa Tarrés (1949-1950).
- Pintures murals de l'església dels Redemptoristes, del carrer Balmes de Barcelona, (1954).

### Escenografia
- Òpera Aída, Liceu (1945)
- Òpera Sigfrid, Liceu (1952)
- Òpera Canigó, Liceu (1953)
- Òpera Tristany i Isolda, Liceu (1956)

## Exposicions
El 2010 el MAE li va dedicar una exposició, sobre la seva obra escenogràfica. L'exposició Josep Mestres Cabanes escenògraf volia mostrar l'obra d'aquest personatge manresà, reconegut a nivell internacional a través de les seves escenografies; unes escenografies per a obres tan destacades com l'òpera Aida representada al Gran Teatre del Liceu. És en aquest camp en el qual Mestres Cabanes va destacar i aportar més al món escenogràfic i a la ciència de la perspectiva, amb un sistema de representació conegut com «L'angle mestre de l'escenografia». A l'exposició es va poder veure:
- dotze teatrins originals de les escenografies d'Aïda, Parsifal, Els Mestres Cantaires i Canigó
- estris originals de pintura del taller de Mestres Cabanes
- originals a mida dels decorats utilitzats al Gran Teatre del Liceu
- esbossos i pintures originals de l'artista
- plafons explicatius sobre la vida de Mestres Cabanes
- un audiovisual que narra el procés de configuració d'una obra escenogràfica[3]

## Fons
El seu fons es conserva al Centre de Documentació i Museu de les Arts Escèniques i consta de 7 caixes amb documentació personal. Els documents personals estan inventariats.